# Salepute
#SalePute (o #Dreckshure por su título en alemán) es un documental realizado en 2021 por las periodistas belgas Florence Hainaut y Myriam Leroy. La película trata del ciberacoso y la misoginia a través de los testimonios de una decena de mujeres que denuncian haber sido objeto de insultos y amenazas a través de la Red, de ahí el título (en español, #MalditaPerra o #PutaAsquerosa) en forma de hashtag. En español se tradujo como #zorra.

## Sinopsis
El documental expone los testimonios de una decena de mujeres de varios países que refieren haber sido ciberacosadas. Estas mujeres son personalidades públicas como las periodistas Nadia Daam y Lauren Bastide, la abogada y activista india Trisha Shetty, las youtubers Sara Lou y Manonolita, la emprendedora Alice Barba, la escritora Pauline Harmange, la humorista Florence Mendez, la política alemana Renate Künast o la austriaca, víctima de ocho años de secuestro, Natascha Kampusch.
El documental plantea que el ciberacoso es un fenómeno sistémico que va más allá de un simple suceso. Los testimonios evocan el impacto psicológico del acoso por Internet y el documental insiste sobre el hecho de que los acosadores no son obligatoriamente "chiquillos", sino "en su mayoría, hombres de clase media o media alta" que, a menudo, al sentirse protegidos por el anonimato, se organizan en manadas para emprender estos ataques digitales contra las mujeres. Por otra parte, subraya que la justicia en Alemania, Bélgica o Francia sanciona mal estos comportamientos por falta de una legislación adecuada.
La película cita igualmente estudios que muestran, por ejemplo, que en las redes sociales una mujer es 27 veces más acosada que un hombre, que un tuit de cada 15 que menciona a una mujer blanca y un tuit de cada 10 que menciona a una mujer negra son abusivos, o incluso que el 73 % de las mujeres del mundo han sufrido ya algún tipo de ciberviolencia.

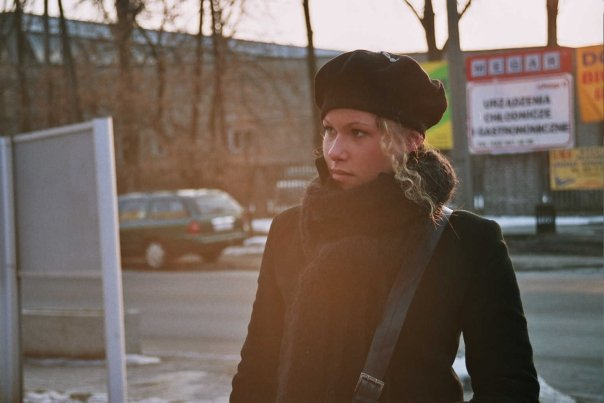
Florence Hainaut, codirectora de #SalePute

## Ficha técnica
- Realización : Florence Hainaut y Myriam Leroy.
- Producción : Kwassa Films
- Distribución/difusión:
  - Francia (televisión): Arte
  - Bélgica (televisión): Radio Télévision Belge de la Communauté Française

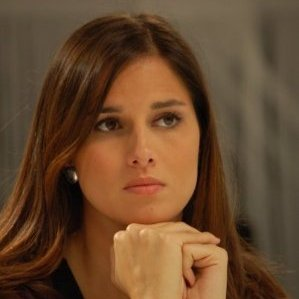
Myriam Leroy, codirectora de #SalePute

  - Bélgica (vídeo): Proximus
- Duración: 57 minutos

## Génesis
Florence Hainaut y Myriam Leroy afirman haber querido dar la palabra a mujeres de varios perfiles y diversos orígenes tras haber sido ellas mismas víctimas de ciberacoso durante 15 años. Según las directoras, el tema de la película, más allá del ciberacoso, es la misoginia y las consecuencias de la poca atención que se le presta en nuestras sociedades. El documental incluye ciertos insultos recibidos por las mujeres que dan testimonio, y las realizadoras aseguran haber tenido que cortar ciertos pasajes en los que aparecían mensajes «insostenibles».

## Recepción de la crítica
Durante su difusión en Bélgica, el documental contó con más de 240.000 telespectadores, lo que supuso una cuota de pantalla del 18,2 %. La Radiotelevisión Belga de la Comunidad Francesa (RTBF) la calificó de película "beneficiosa y fundamental, que debe verse con urgencia a fin de que las cosas cambien". La revista Madmoizelle la describe como una película "de utilidad pública, porque no infravalora ningún aspecto del ciberacoso". La revista Terrafemina califica el documental como "programa polifónico y necesario". Según Le Monde, "las documentalistas plantean hábilmente la cuestión del modelo económico de estas plataformas en las que ciberacosar te hace popular.